# 大口町立大口南小学校
大口町立大口南小学校（おおぐちちょうりつ おおぐちみなみしょうがっこう）は、愛知県丹羽郡大口町にある小学校。

## 沿革
- 1907年（明治40年）5月1日 - 丹羽郡大口村に大口第一尋常高等小学校が創立[1]。
- 1926年（大正15年）2月5日 - 校舎を増築して校地を拡張[1]。
- 1939年（昭和14年）4月17日 - 運動場を拡張[1]。
- 1941年（昭和16年）4月1日 - 国民学校令施行により大口村大口南国民学校と改称[1]。
- 1947年（昭和22年）4月1日 - 学校教育法施行により大口村立大口南小学校と改称[1]。
- 1962年（昭和37年）4月1日 - 大口村が町制施行して大口町となったことで大口町立大口南小学校と改称[1]。
- 1966年（昭和41年）11月2日 - 名古屋市立白鳥小学校と姉妹校となる[1]。
- 1972年（昭和47年）2月24日 - 校歌を制定[1]。
- 1976年（昭和51年）5月18日 - 講堂が竣工[1]。
- 2012年（平成24年）4月1日 - 校舎改築完成。

## 地理
学校の周囲には水田が広がっているが、学区内にはいくつかの大型小売店舗や大規模工場がある。学区内に堀尾金助の出生地跡がある関係で、学区内に裁断橋がある名古屋市熱田区の名古屋市立白鳥小学校と1966年（昭和41年）11月2日に姉妹校提携を結んだ。白鳥小学校との交歓会は2018年（平成30年）時点で50年以上続いている。
大口町立大口中学校の学区に含まれている。

## 通学区域
- 秋田1丁目～4丁目、伝右1丁目～2丁目、替地1丁目～2丁目、大字秋田、豊田1丁目～3丁目、御供所1丁目～3丁目、奈良子1丁目～3丁目、堀尾跡1丁目～2丁目、大字豊田、大屋敷1丁目～3丁目、大御堂1丁目～2丁目、高橋1丁目～2丁目、丸1丁目～2丁目[3]